# Amtsgericht Rémilly
Das Amtsgericht Rémilly war ein deutsches Amtsgericht mit Sitz in Rémilly in den Jahren 1891 bis 1918.

## Geschichte
Im Rahmen der Reichsjustizgesetze wurden 1879 die Friedensgerichte im Reichsland Elsass-Lothringen aufgehoben und Amtsgerichte gebildet. Ein Amtsgericht Rémilly entstand dabei nicht. Das Amtsgericht Rémilly wurde erst durch Verordnung vom 1. September 1891 mit Wirkung zum 1. Oktober 1891 errichtet. Sein Gerichtsbezirk umfasste folgende Gemeinden, die vorher dem Amtsgericht Metz zugeordnet waren: Alle Gemeinden des Kantons Pange außer Ars-Laquenexy, Coincy, Marsilly, Merci, Montoy, Ogy und Retonfey und die Gemeinden Achatel, Buchy, Foville, Moncheux, Sailly, Secourt, Solgne, Vigny und Vulmont aus dem Kanton Verny. Es war dem Landgericht Metz nachgeordnet.
Der Gerichtsbezirk umfasste 1895 eine Fläche von 250 Quadratkilometern, 11.547 Einwohnern und 37 Gemeinden.
Mit der Verordnung des Statthalters, betreffend die auswärtigen Gerichtstage der Amtsgerichte vom 4. Dezember 1903 wurde festgelegt, dass das Amtsgericht Rémilly Gerichtstage in Kurzel für die Gemeinden Colligny, Kurzel, Landomwillars, Maizeroy, Marsilly, Pange, Rollingen, Silbernachen, Sillers und Wigingen abhalten sollte.
Mit der Verordnung über den Sitz und die Bezirke der Amtsgerichte vom 3. April 1909 gingen die Gemeinden Achâtel, Buchy, Moncheux, Foville, Sailly Secourt, Solgne, Vigny und Bulmont aus dem Sprengel des Amtsgerichts Rémilly in den Sprengel des Amtsgericht Delme über. Gleichzeitig gingen die Gemeinden Baudrecourt und St. Epvre aus dem Sprengel des Amtsgerichts Delme in den Sprengel des Amtsgerichts Rémilly über. Daneben gingen die Gemeinden Adaincourt, Han an der Nied, Vittoncourt und Wallersberg aus dem Sprengel des Amtsgerichts Falkenberg i. Lothr. in den Sprengel des Amtsgerichts Rémilly über.
Nach der Abtretung Elsass-Lothringens an Frankreich nach dem Ersten Weltkrieg wurde das Amtsgericht Rémilly als „Tribunal cantonal Rémilly“ weitergeführt. Im Zweiten Weltkrieg wurde 1940 von der deutschen Besatzungsmacht die vorgefundene Gerichtsstruktur unter Verwendung deutscher Ortsnamen und Behördenbezeichnungen, hier als Amtsgericht Remelach fortgeführt.